# جائزة ألمانيا الكبرى 1971
جائزة ألمانيا الكبرى 1971 هو سباق فورمولا 1 أقيم بتاريخ 1 أغسطس 1971 في حلبة نوربورغرينغ، ألمانيا الغربية. كان السابع من أصل 11 في بطولة العالم لسباقات الفورمولا واحد موسم 1971. حلّ البريطاني جاكي ستيورات أولا.

## معرض صور

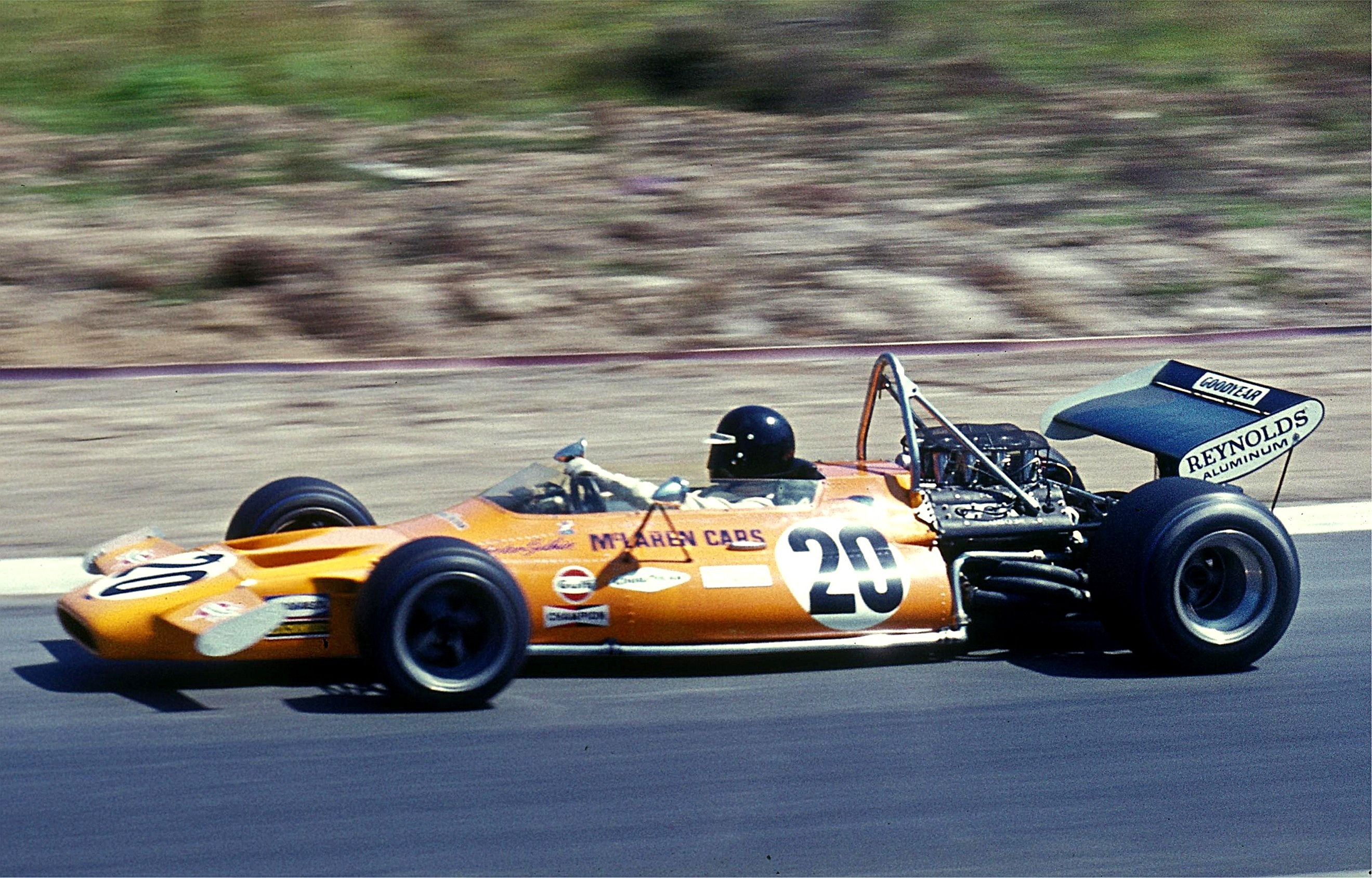
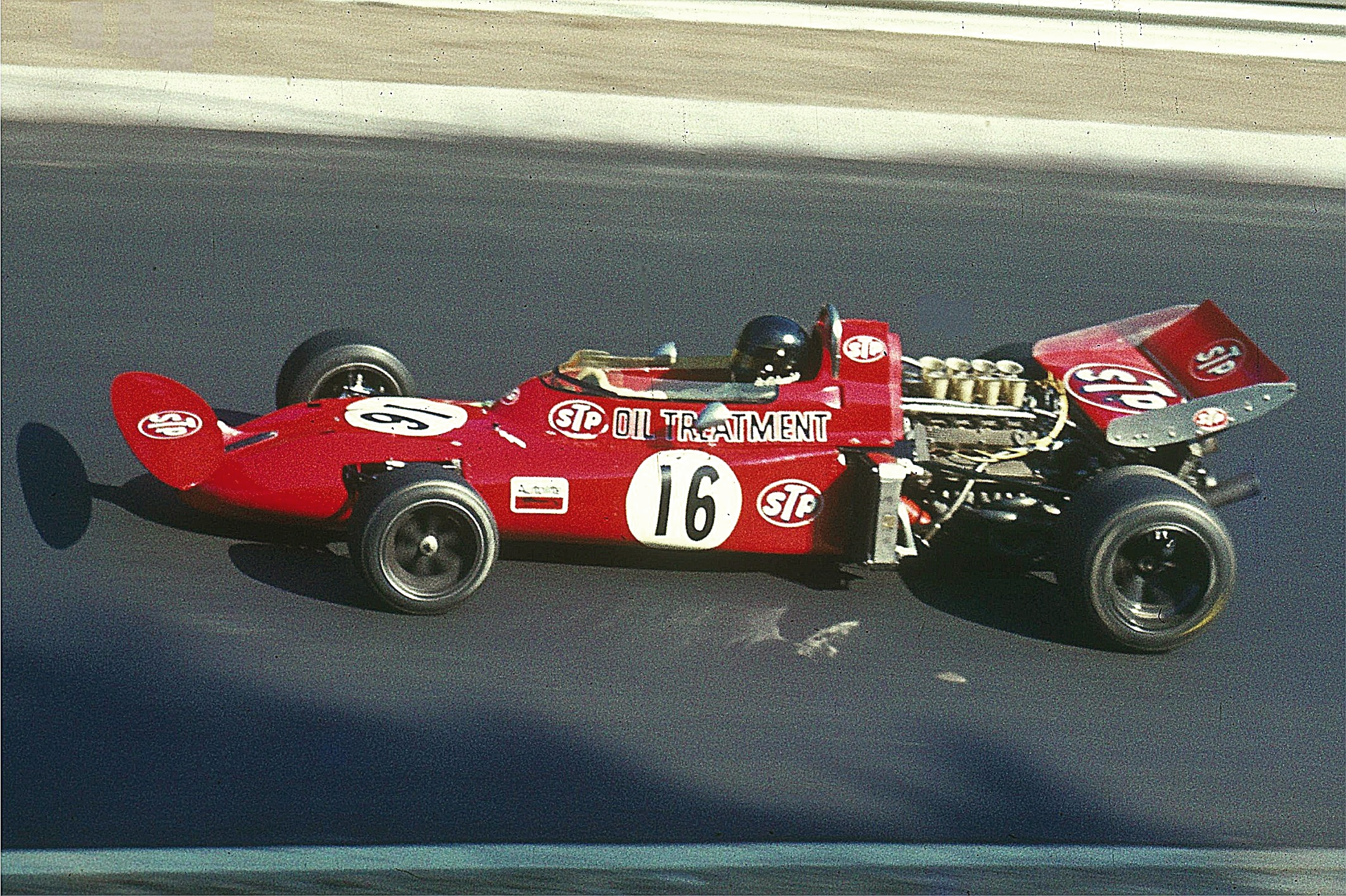
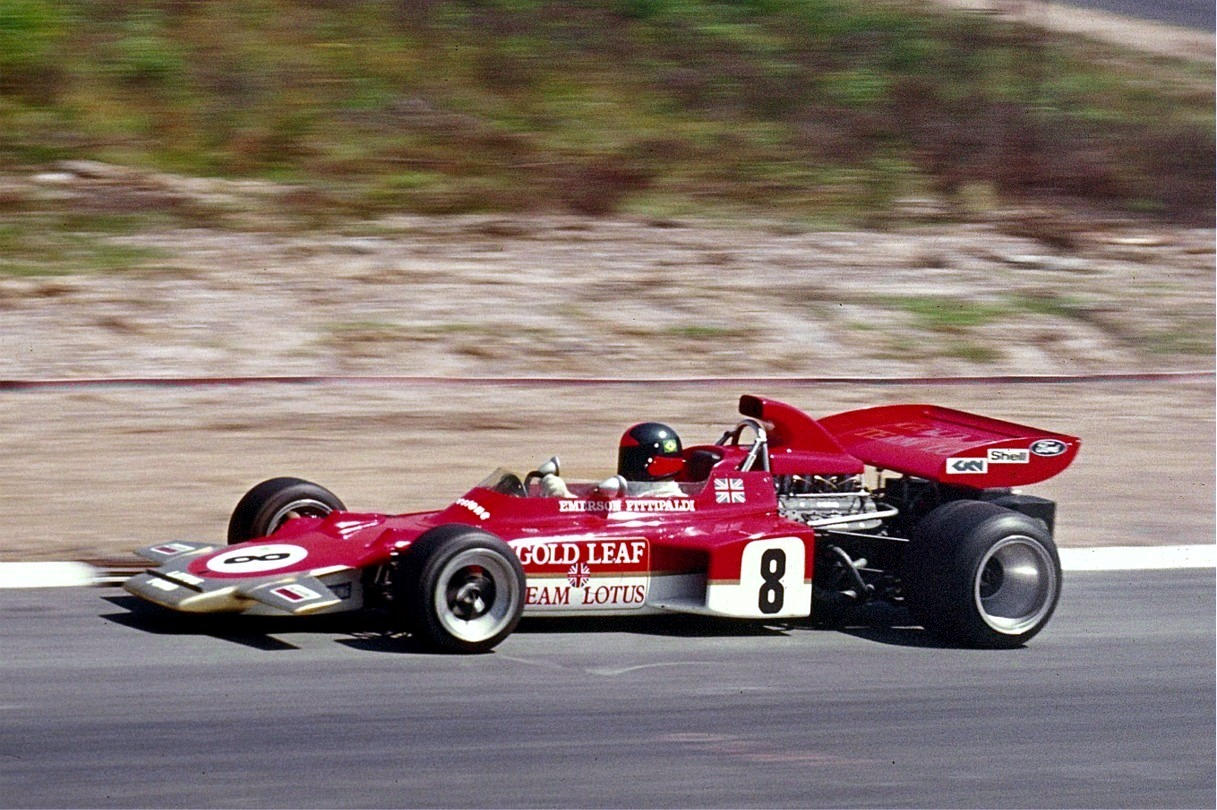